# Sally Carr
Sally Carr, née Sarah Cecilia Carr le 28 mars 1945 à Muirhead (North Lanarkshire), est une chanteuse écossaise célèbre dans les années 1970, de 1971 à 1974, avec son groupe Middle of the Road. 
Ses débuts se font en 1967, avec son nouveau groupe Middle of the Road. Les débuts sont peu prometteurs car le premier 45T du groupe est un échec commercial au Royaume-Uni. Le groupe ne sort pas de disque en 1968, ni 1969, et sort un 45T qui obtient un faible succès au Royaume-Uni en 1970. 
Le succès est au rendez vous en 1971, avec le tube Chirpy Chirpy Cheep Cheep, puis Tweedle Dee Tweedle Dum qui se vend à 100 000 exemplaires, un immense succès dont la chanteuse française Sheila a donné une version française sous le titre de Les rois mages, titre qui n'a rien à voir avec la version originale. Le succès du disque permet au groupe d'être propulsé au devant de la scène. En 1972, nouveau succès avec Samson and Dalilah, vendu à 200 000 exemplaires au Royaume-Uni. La chanson devient un tube en France, certainement pas grâce à la reprise de Sheila, mais grâce à la très belle voix de Sally Carr, se vend à 250 000 exemplaires en France et se classe n°1. En 1971, le grand tube du groupe Chirpy Chirpy Cheep Cheep, se vend à 500 000 exemplaires au Royaume-Uni et est n°2 des hits parades nationaux. Le titre s'exporte en Allemagne, et aux Pays Bas, où il obtient un grand succès. Le titre est cependant moins apprécié en France, en Espagne, en Italie, où le succès y est faible. Le titre ira même jusqu'aux États-Unis, où il passera inaperçu. En 1974, le groupe sort un 45T à succès, Bonjour ça va, qui se vend à 170 000 exemplaires au Royaume-Uni. En 1975, le groupe sort un nouveau 45T, Soley soley soley, qui se vend à 220 000 exemplaires au Royaume-Uni. En 1976, le groupe sort Drive in, un 33T, qui signe la fin de la gloire du groupe et de Sally. En 1977, le groupe projette un album Disco, qui ne verra jamais le jour. En 1978, sort une rétrospective des succès du groupe.
À ce moment-là, Sally tente de débuter une carrière solo avec un premier 45 tours (Pretty boy blue/Morning) qui ne rencontre pas vraiment le succès. Un second 45 tours suivra en 1982 (Rainy day/Taking my time on love). 
À partir de 1982, le groupe Middle of the Road (avec Sally) se reforme pour tenter de rappeler les succès du passé avec la sortie d'un medley et se reforme de temps en temps dans des concerts ou festivals où la nostalgie des seventies est mise en avant.
Le timbre de la voix de Sally Carr est assez original et facilement reconnaissable. Son attitude sur scène, son physique et ses vêtements ont inspiré les débuts du groupe ABBA comme l'ont confirmé les membres du groupe.

## Vie personnelle
Elle a quatre frères. Son père était mineur. Sa mère, Cecilia, était alitée. Quand Sally était enfant, la famille avait l'habitude de chanter autour d'un piano. Elle n'a jamais pris de cours de chant. En 1978, Sally Carr a épousé le journaliste Chick Young et a eu un fils, Keith (né en 1980). Ils se sont séparés en 1984, mais n'ont pas divorcé et sont restés amis. Le 18 janvier 2001, Keith a été tué dans un accident de moto.